# 昌黎県 (遼寧省)
昌黎県（しょうれい-けん）は中華人民共和国遼寧省にかつて存在した県。現在の錦州市義県一帯に相当する。
前漢により設置された交黎県を前身とする。後漢により昌黎県と改称された。南北朝時代に北斉により廃止されている。